# 개리 샌디

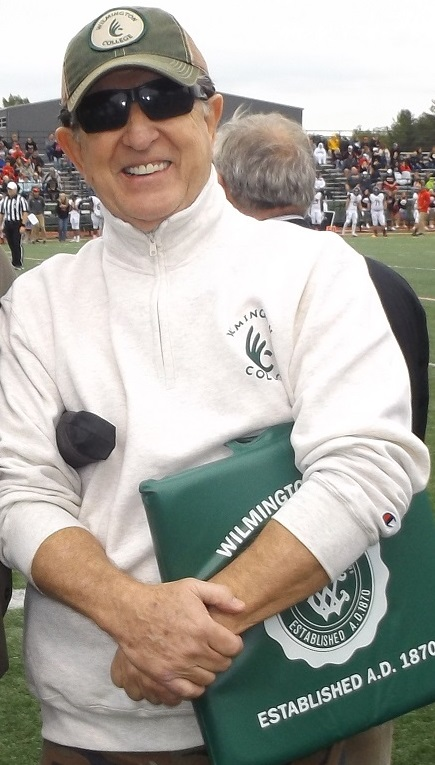

개리 샌디(Gary Sandy, 1945년 12월 25일 ~ )는 미국의 배우, 연극 배우, 텔레비전 배우이다.
데이턴에서 태어났다.

## 영화
- 인사이더 (1999년)
- 어게인스트 더 로 (1997년)
- 크리스마스 (1996년)
- 닥터슬론 (1993년)
- 트롤 (1986년)
- 그레이트 스모키 로드블럭 (1976년)
- 더 영 앤 더 레스트리스 (1973년)
- 애즈 더 월드 턴즈 (1956년)